# Anthony Lamb
Anthony L. Lamb M.A., Dip. Ag., D.T.A. (Sri Lanka, 15 luglio 1937 – Kota Kinabalu, 31 gennaio 2024) è stato un botanico britannico specialista della flora del Borneo.

## Biografia
Lamb studiò presso la Blundell's School a Tiverton e presso il St John's College di Cambridge.
Raggiunse il Sabah nel Borneo nel 1962 ed iniziò a lavorare sullo sviluppo di schemi di insediamenti agricoli attorno a Tawau.
Nel 1981 costituì il Tenom Orchid Centre come progetto di conservazione del Governo dello Stato di Sabah.
Lamb descrisse l'attività lavorativa della sua vita nel corso di un'intervista rilasciata a Nicki Grihault e pubblicata sul The Daily Telegraph il 2 agosto 2004.
Si sposò con Anthea Phillipps con la quale ebbe due figli, Serena e Alexander Lamb.

## Opere principali
Lamb fu coautore di Rhododendrons of Sabah (1988) e Pitcher-Plants of Borneo (1996). Fu inoltre coordinatore e coautore della serie popolare Orchids of Borneo.